# Wright Mons
Wright Mons é uma grande montanha de formato aproximadamente circular e provavelmente um criovulcão localizada no planeta anão Plutão. Descoberta pela sonda New Horizons em 2015, encontra-se a sudoeste de Sputnik Planitia [en], dentro da região de Hyecho Palus, adjacente à Tenzing Montes [en] e à Cthulhu Macula. Considerada uma formação geológica relativamente jovem, Wright Mons destaca-se como um dos exemplos mais evidentes de atividade geológica recente em Plutão, estando próxima a outras feições igualmente jovens. Diversos morros semi-regulares cercam e formam parcialmente as encostas de Wright Mons, cuja natureza permanece inexplicada, com poucos ou nenhum análogo direto em outros corpos do Sistema Solar.:431

## Descoberta e nomenclatura
Em 14 de julho de 2015, a sonda New Horizons realizou um sobrevoo do sistema de Plutão, revelando pela primeira vez as formações da superfície plutoniana. Wright Mons recebeu informalmente seu nome da equipe da New Horizons, em homenagem aos pioneiros da aviação americana Orville e Wilbur Wright. Em 30 de maio de 2019, o nome Wright Mons foi oficialmente aprovado pela União Astronômica Internacional (UAI).

## Geografia

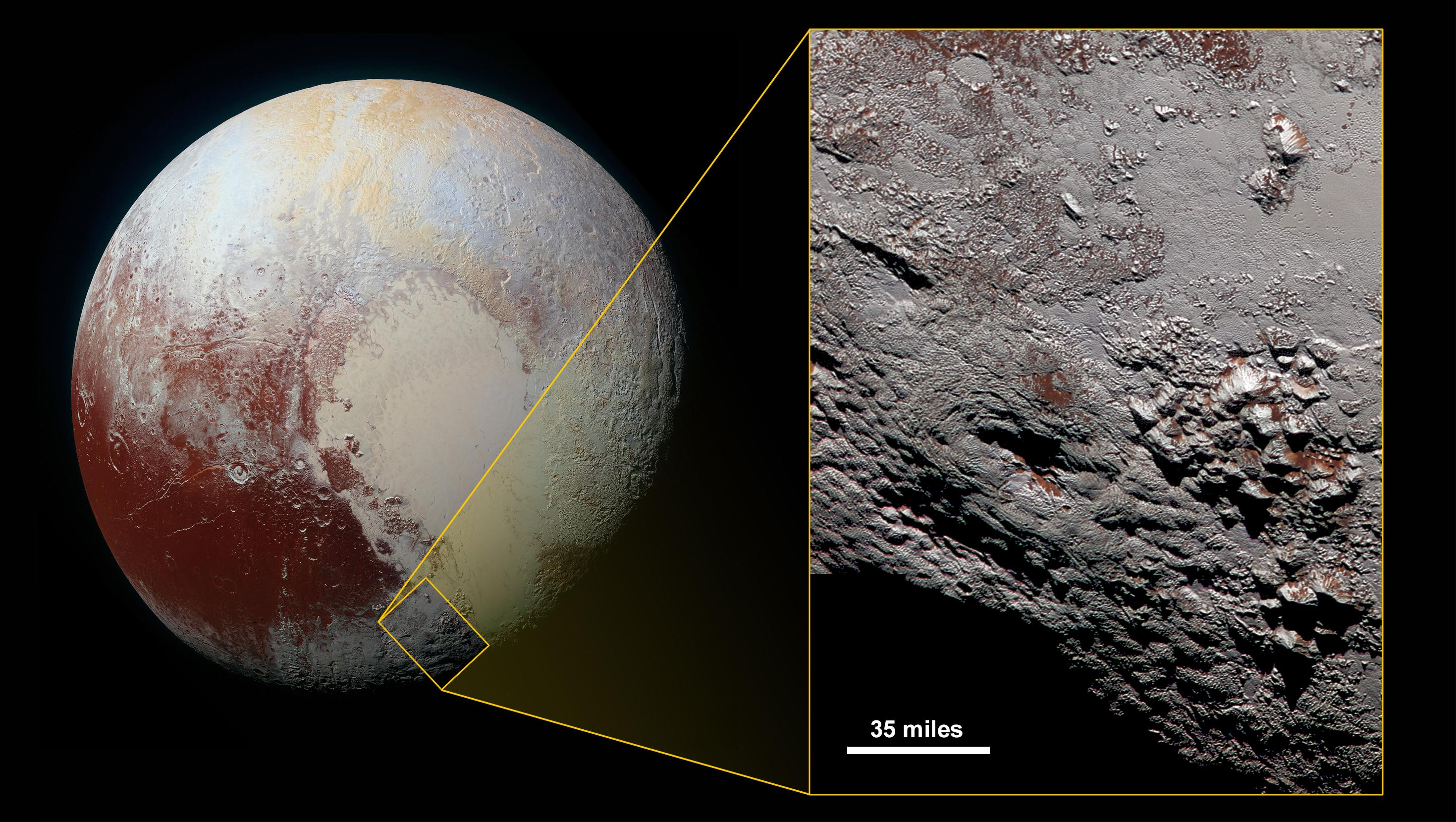
Vista em cores realçadas de Plutão com a localização de Wright Mons marcada.

Wright Mons está situada no hemisfério sul de Plutão dentro da planície murada de Hyecho Palus, que mede aproximadamente 400 por 700 quilômetros de extensão, sendo uma das regiões de menor altitude em Plutão. Localizada entre duas formações principais, Sputnik Planitia a nordeste e Belton Regio a oeste, Wright Mons faz fronteira direta com os blocos mais altos de Tenzing Montes a nordeste. A região ao redor de Wright Mons e Hyecho Palus é intensamente tectonizada, integrando o extenso sistema de cristas e vales (RTS, do inglês ridge-trough system), um complexo tectônico que constitui a maior e mais antiga estrutura em grande escala identificada em Plutão, traçando um círculo máximo norte-sul que atravessa a maior parte das regiões observadas do planeta anão.:422, 425

## Estrutura e geologia

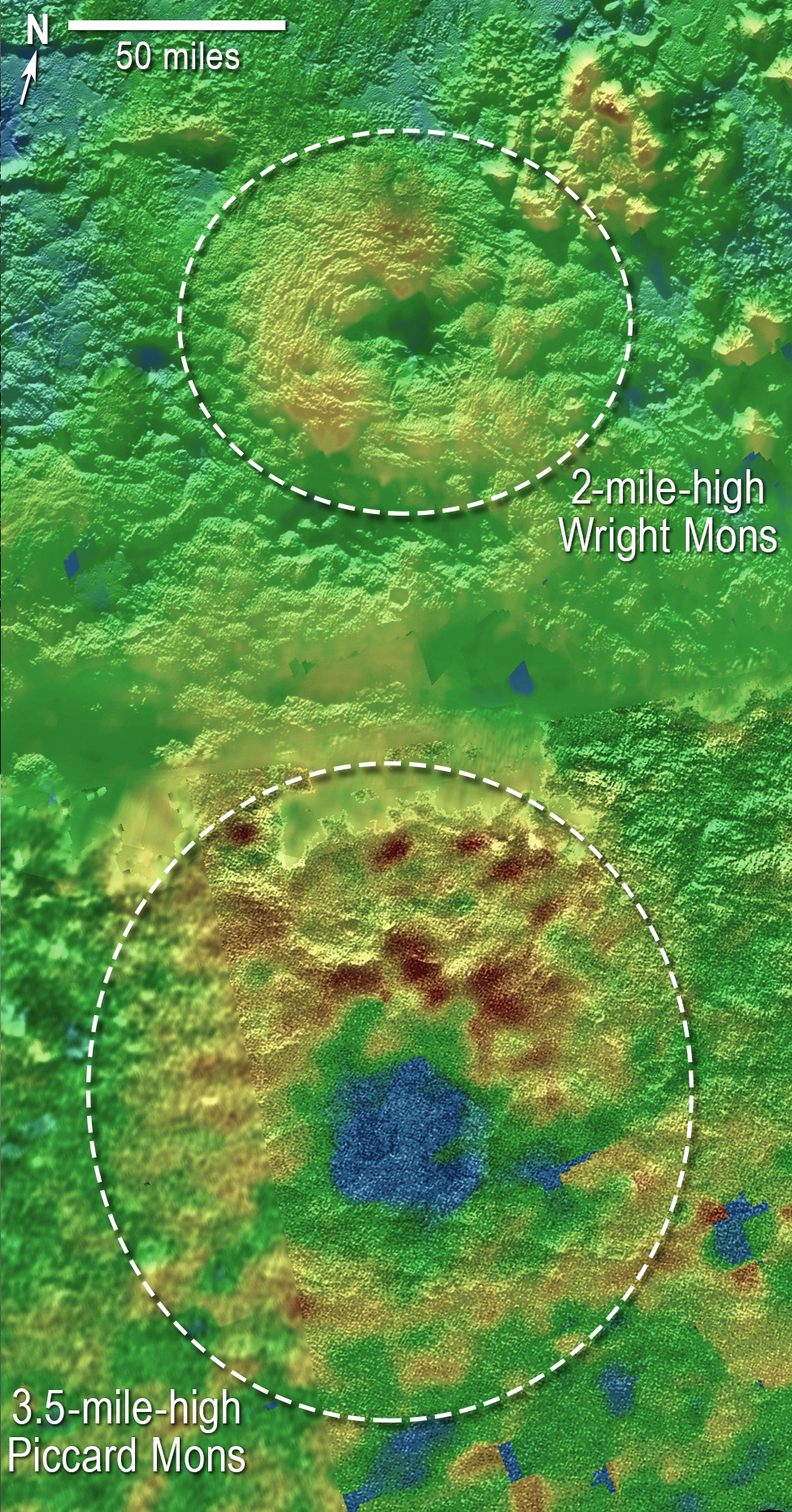
Mapa topográfico de Wright Mons (acima) e Piccard Mons (abaixo).

O edifício vulcânico de Wright Mons tem formato aproximadamente anular, com cerca de 150 km de diâmetro, e é provavelmente composto principalmente de gelo. A montanha eleva-se entre 3,5 e 4,7 km acima de Hyecho Palus, com uma depressão central de aproximadamente 45 km de largura, que se estende de 3,5 a 4,5 km abaixo do cume de Wright Mons.:425 Dois picos secundários marcam a borda do cume: um monte aproximadamente circular ao norte da depressão central e outro a sudoeste.
As encostas relativamente suaves de Wright Mons são dominadas por uma densa rede de morros, ou colinas, cada uma com cerca de 10 a 15 km de diâmetro e 200 a 600 m de altura.:425 A depressão central, aproximadamente cônica, possui um fundo quase plano, que atinge uma altitude próxima, ou tão baixa quanto, as planícies ao redor de Wright Mons. A depressão é cercada por uma estrutura topográfica concêntrica, composta por pequenas cristas texturizadas, possivelmente resultantes de um colapso do cume ou de deposição superficial. Uma série de trincheiras radiais marca a parede da depressão central. A encosta leste de Wright Mons é cortada por uma falha norte-sul, que desloca a seção leste para baixo em relação à seção oeste, resultando em uma assimetria de altura da montanha. Apenas uma provável cratera de impacto foi identificada no edifício de Wright Mons, sugerindo que a montanha é provavelmente mais jovem que um bilhão de anos.

### Terreno acidentado
Wright Mons é cercada por um tipo incomum de terreno, informalmente chamado de terreno acidentado (em inglês: hummocky terrain), caracterizado por morros e colinas semi-regulares de origem incerta. Grande parte de Hyecho Palus é coberta por esse terreno, mas ele é mais evidente nas proximidades e parcialmente no edifício de Wright Mons, embora pareça se transformar em um terreno mais áspero ao sul, próximo ao vizinho Piccard Mons [en].:426 O terreno acidentado pode estar relacionado à formação e à história geológica de Wright Mons e de outras montanhas semelhantes próximas, sendo comparado ao terreno no polo sul de Encélado, lua de Saturno.

### Criovulcanismo
Logo após sua descoberta, a superfície jovem de Wright Mons e sua semelhança com vulcões terrestres levaram à especulação de que poderia ser uma estrutura criovulcânica, formada por material volátil erupcionado, chamado de criolava. No entanto, sua estrutura incomum dificulta a determinação de como Wright Mons foi formado, e o processo eruptivo que o criou permanece controverso. A semelhança da depressão central com caldeiras de cume levou a especulações iniciais de que Wright Mons pode ter sido formado de maneira semelhante a grandes vulcões dos planetas internos, erupcionando criolava a partir de um único conduto central. Wright Mons também foi comparado a vulcões de lama terrestres, com uma hipótese sugerindo que uma pasta semelhante a lama subsuperficial poderia ser forçada a subir devido a diferenças de densidade em camadas depositadas sazonalmente na superfície de Plutão. Modelos desse tipo de criovulcanismo constroem uma estrutura do tamanho de Wright Mons em 1 a 10 milhões de anos. Os morros incomuns foram propostos como formados a partir de criolava rapidamente resfriada, semelhante à lava em almofada, ou por compressão, de maneira análoga à lava pāhoehoe. As trincheiras radiais sinuosas na depressão central de Wright Mons seguem aproximadamente o gradiente topográfico mais íngreme, sendo consideradas possíveis canais de fluxo de criolava, embora essa identificação permaneça incerta.
No entanto, o edifício de Wright Mons não apresenta formações de fluxo lateral identificáveis ou depósitos de erupções explosivas hipotéticas. Os numerosos morros em suas encostas foram comparados a domos de lava sobrepostos de dacito e andesito na Terra,:431 e os dois picos secundários parecem ter sido depositados superficialmente no edifício de Wright Mons. Uma hipótese mais recente, proposta por uma equipe de cientistas planetários em 2022, sugere que uma sequência de erupções formadoras de domos se fundiu para formar o edifício de Wright Mons, e que a depressão semelhante a uma caldeira é coincidental, com as erupções possivelmente ocorrendo em múltiplos episódios. O vizinho Coleman Mons foi proposto como um exemplo isolado análogo aos possíveis domos que podem compor o edifício de Wright Mons.
Wright Mons faz parte de um suposto campo criovulcânico, próximo a outras duas grandes estruturas provavelmente criovulcânicas, Piccard Mons e Coleman Mons. Hyecho Palus é marcada por outras depressões irregulares, algumas localizadas sobre pequenos edifícios topográficos; por isso, alguns geólogos planetários interpretam Hyecho Palus como uma planície ou província criovulcânica.:422,426